# Spela på bröllop
Spela på bröllop (originaltitel The Wedding Gig) är en novell av Stephen King. Den publicerades första gången 1980 i Ellery Queen's Magazine och andra gången 1985 i novellsamlingen Den förskräckliga apan (Skeleton Crew).

## Handling
Berättat ur en bandmedlems perspektiv, handlar novellen om Mike Scollay som hyr bandet att spela på sin syster Maureens bröllop.
Under bröllopet utpressar Scollay's fiende en man att förlöjliga Maureen inför alla gästerna. Kort därefter blir Mike skjuten.
För att hämnas tar Maureen över hans företag och gör det till ett kriminellt imperium tills hon dör av en hjärtattack.